# La Pixarra

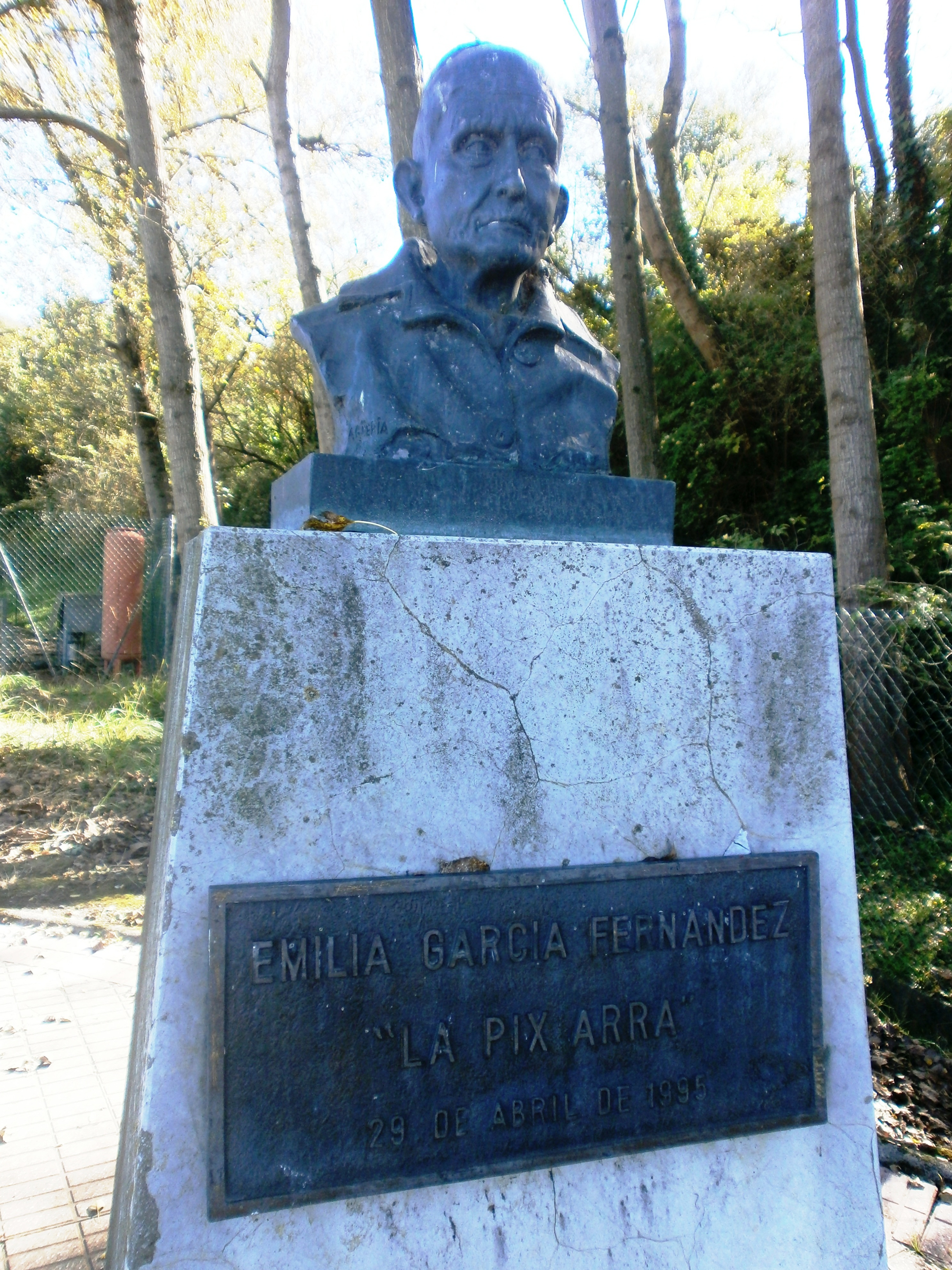
Vista del busto

La escultura urbana conocida por el nombre La Pixarra, ubicada en el campo de fútbol "La Pixarra" (Santa Marina de Piedramuelle), en la ciudad de Oviedo, Principado de Asturias, España, es una de las más de un centenar que adornan las calles de la mencionada ciudad española.
El paisaje urbano de esta ciudad,  se ve adornado por obras escultóricas, generalmente monumentos conmemorativos dedicados a personajes de especial relevancia en un primer momento, y más puramente artísticas desde finales del siglo XX.
La escultura, está hecha en honor a Emilia García Fernández,  a quien se le dio el apodo de “La Pixarra” ovetense nacida a principios del siglo XX, que fue seguidora del equipo de fútbol Real Oviedo, desde el momento de su fundación. Se trata de un busto de bronce situado sobre un pedestal de piedra, que presenta una placa metálica con las siguientes inscripciones: EMILIA GARCÍA FERNÁNDEZ / “LA PIXARRA” / 29 DE ABRIL DE 1995. Su autor es Agüeria.